# Harpagoxenus canadensis
Harpagoxenus canadensis là một loài kiến thuộc họ Formicidae. Loài này có ở Canada và Hoa Kỳ.